# Vulcanello

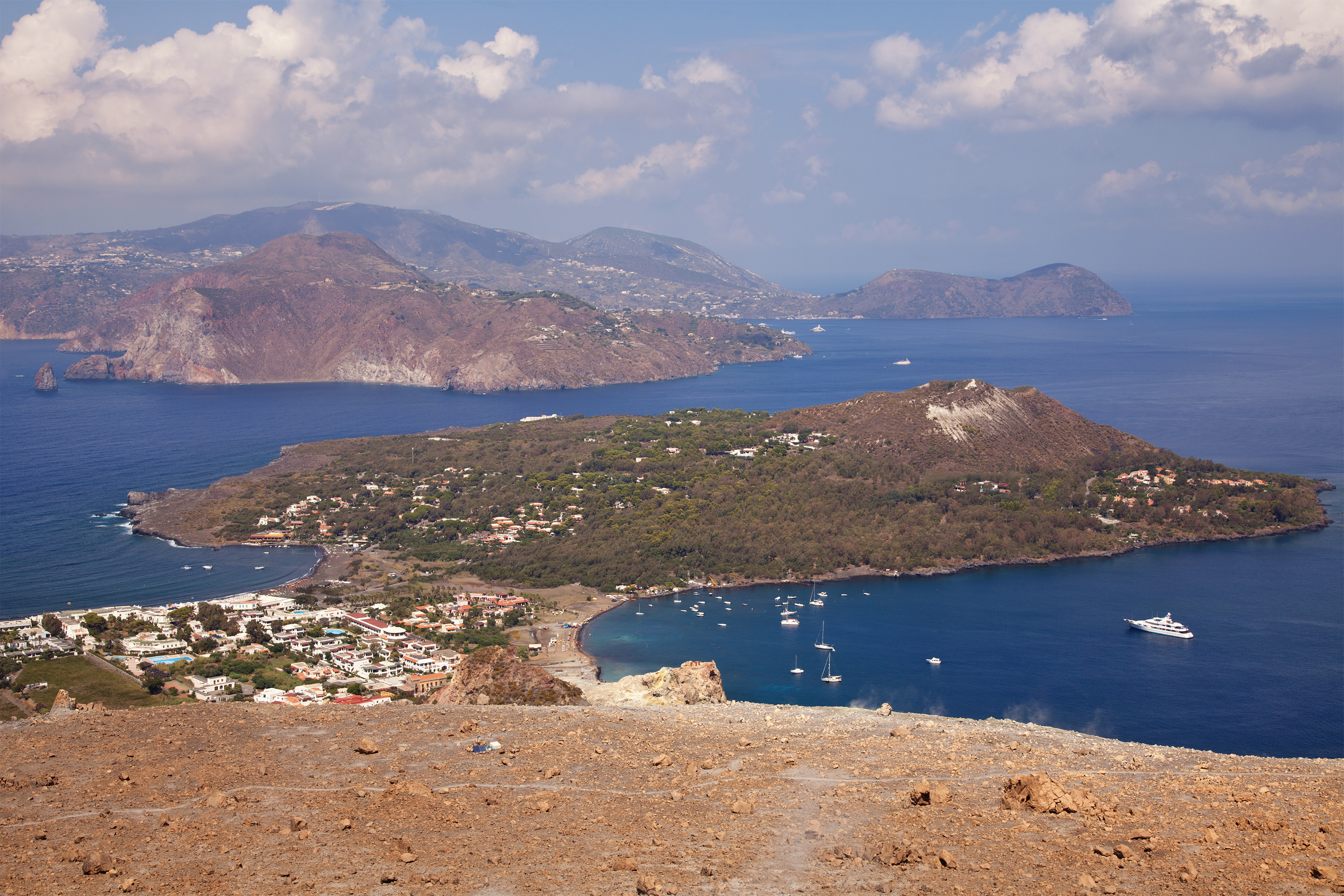
Pohled na Vulcanello z Fossa di Vulcano

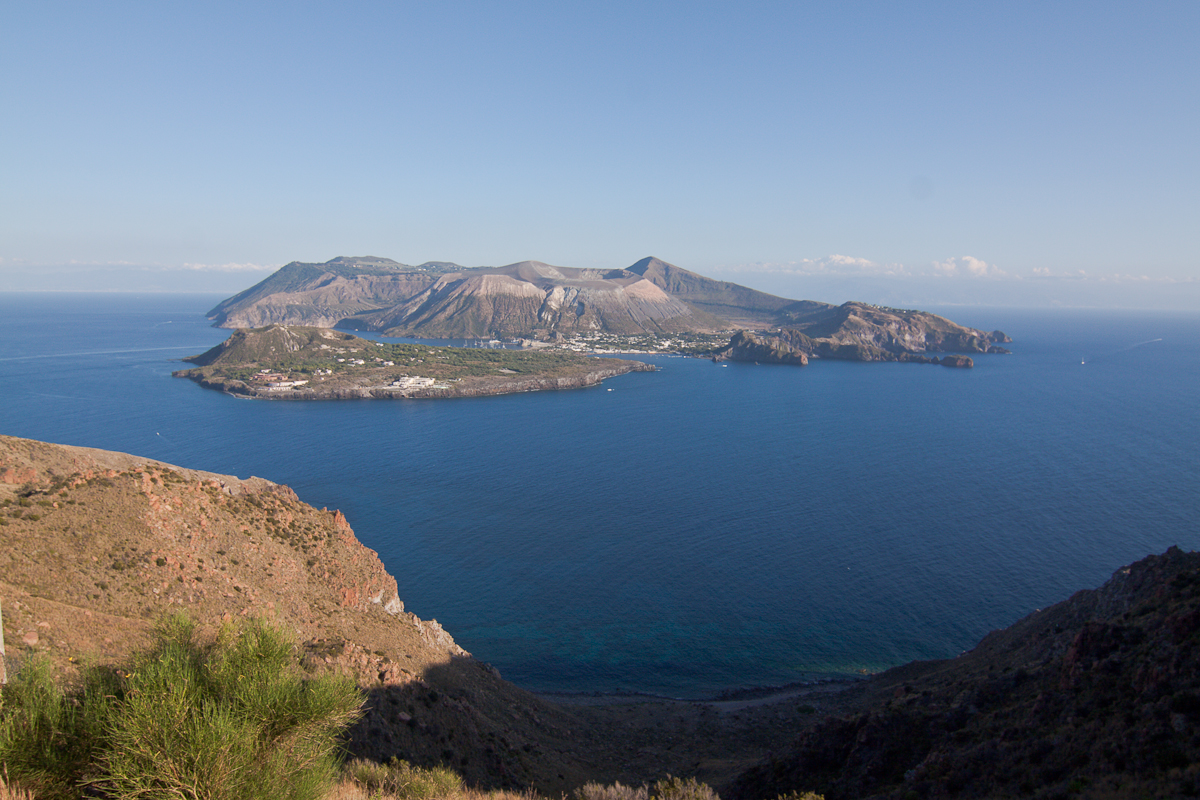
Pohled na Vulcano z Lipari – Vulcanello v popředí

Vulcanello je poloostrov sopečného ostrova Vulcano v Liparském souostroví, které se nachází v Tyrhénském moři severně od italské Sicílie.

## Vznik
Podle historických záznamů vzniklo Vulcanello původně jako samostatný ostrov mezi ostrovy Vulcano a Lipari při podmořské erupci v roce 183 př. n. l. Italští geologové ovšem přišli v roce 2006 s novými závěry ohledně stáří sopky, které získali na základě archeomagnetického měření. První kužel (Vulcanello I) byl podle těchto poznatků vytvořen mezi lety 1000 a 1100 n. l. a lávová plošina se formovala mezi lety 1100 a 1250 n. l. Vulcanello by proto mělo být o více než jedno tisíciletí mladší, než se doposud předpokládalo!

## Geologický vývoj
Vulcanello dnes buduje lávová plošina se třemi sopečnými kužely. Jako první vznikl kužel východní (Vulcanello I), brzy potom následoval vznik centrálního kužele (Vulcanello II). Lávová plošina byla ovšem vytvořena později, po alespoň osmi různých výlevech tefritové lávy. Mezi těmito událostmi a vznikem třetího, západního tufového kužele (Vulcanello III) byla vulkanická aktivita výrazně utlumena. Při vzniku Vulcanella III došlo k výlevu trachytické lávy, dnes známé jako Punta Roveto (či Valle del Roveto). Stáří posledního ze tří kuželů bylo datováno do období 325 ± 100 let BP. V tomto kráteru byla poté ještě do konce 19. století zaznamenána aktivita v podobě fumarol. Středověké erupce tak poskytly množství lávy a pyroklastického materiálu, které se nakumulovaly mezi Vulcanem a Vulcanellem, a vytvořily tak mezi nimi úzkou šíji. Poslední erupce Vulcanella, při níž došlo k výlevům trachytické lávy a vzniku údolí Valle del Roveto tedy proběhla v 16. století, nejspíše okolo roku 1550. Od počátku aktivity Vulcanella se vytvářel rovněž tzv. Faraglione di Vulcano Porto, tj. skalnatý útes v blízkosti vulkánského přístavu, tvořený lávou pyroklastiky a prostoupen množstvím fumarol. V blízkosti přístavu tak lze sledovat četné projevy vulkanické aktivity – od fumarol po horké bahenní jezírko.

## Geografie
Nejvyšší bod Vulcanella dosahuje výšky 123 m n. m. Na poloostrově se dnes nachází množství rekreačních a ubytovacích zařízení pro turisty.